# Antti-Matti Siikala
Antti-Matti Siikala (né le 26 juillet 1964 à Turku) est un architecte et professeur d'architecture finlandais,.

## Biographie
Antti-Matti Siikala travaille au cabinet d'architecte Sarc.
Antti-Matti Siikala est professeur à l'École supérieure Aalto d'art, de design et d'architecture d'Helsinki de l'Université Aalto.
Il a également occupé le poste de directeur du département d'architecture de l'université de technologie d'Helsinki.

## Prix et reconnaissance
- Prix Finlande, 1996

## Ouvrages
Parmi les ouvrages conçus par Siikala citons:
- Sanomatalo Helsinki.
- Siège de Kone, Keilaniemi, Espoo.
- Faculté de médecine de l'université d'Oulu.
- Metla-talo, Joensuu.

## Galerie

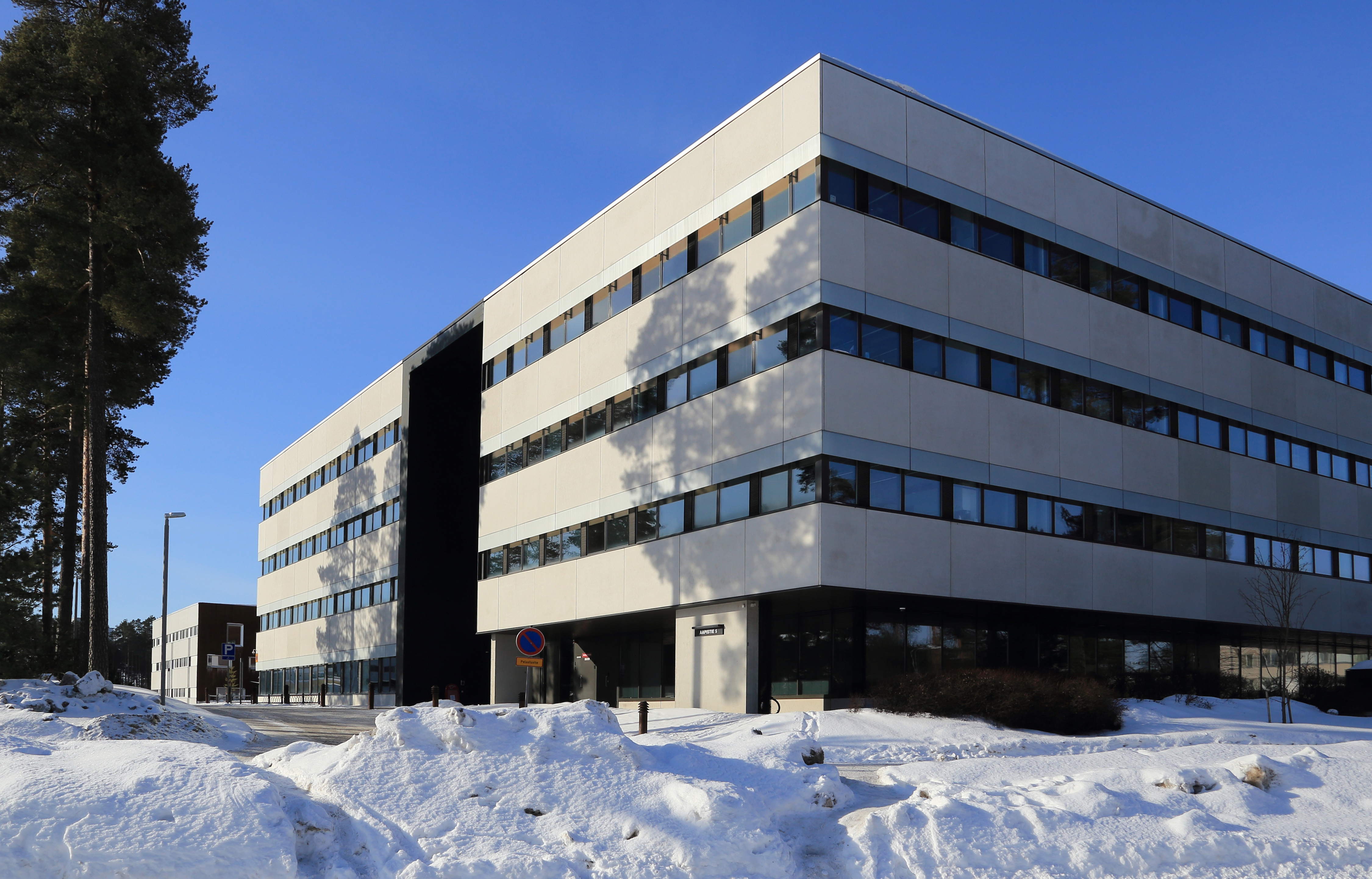
Faculté de médecine de l'université d'Oulu.
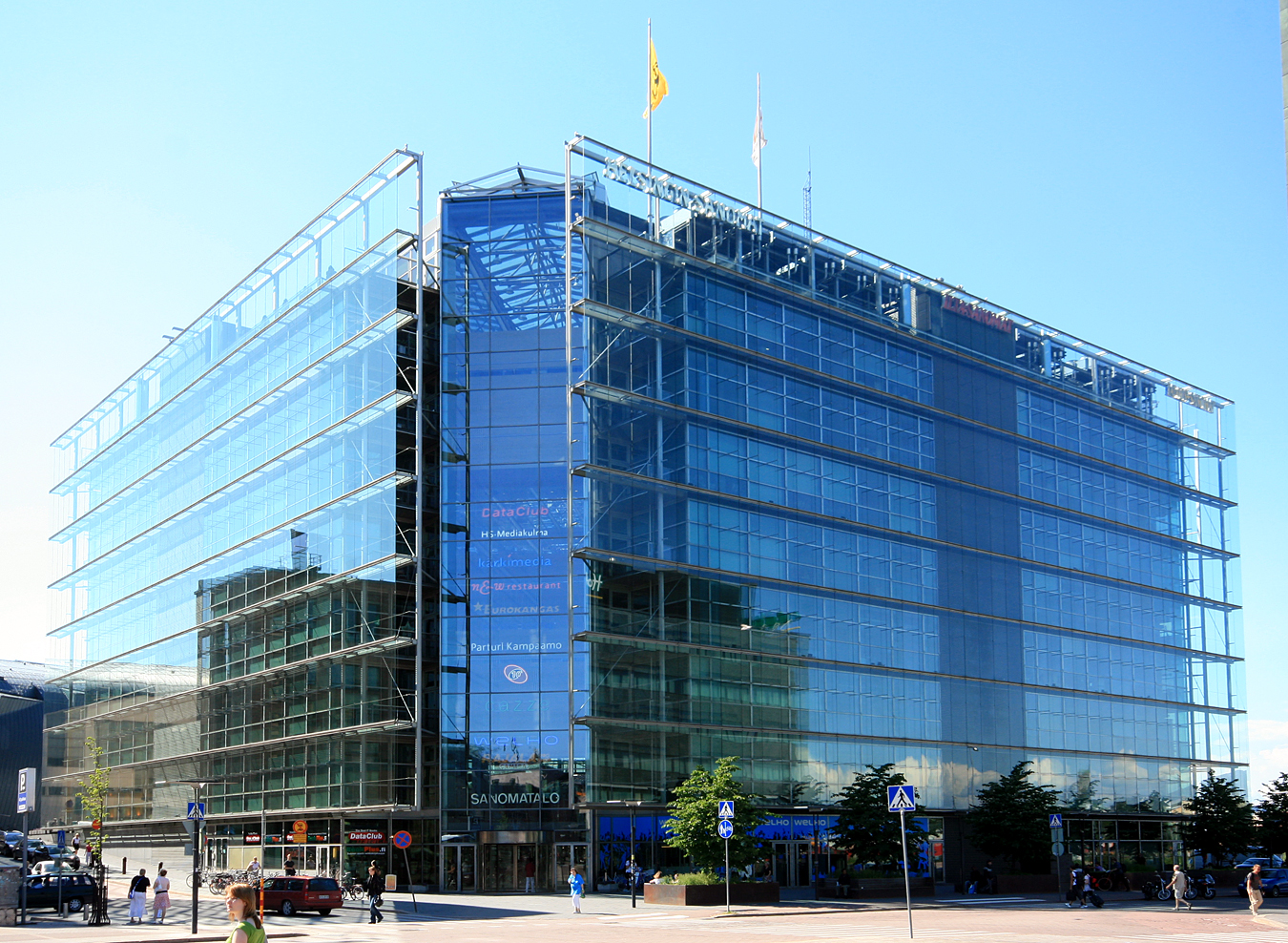
Sanomatalo, Helsinki.
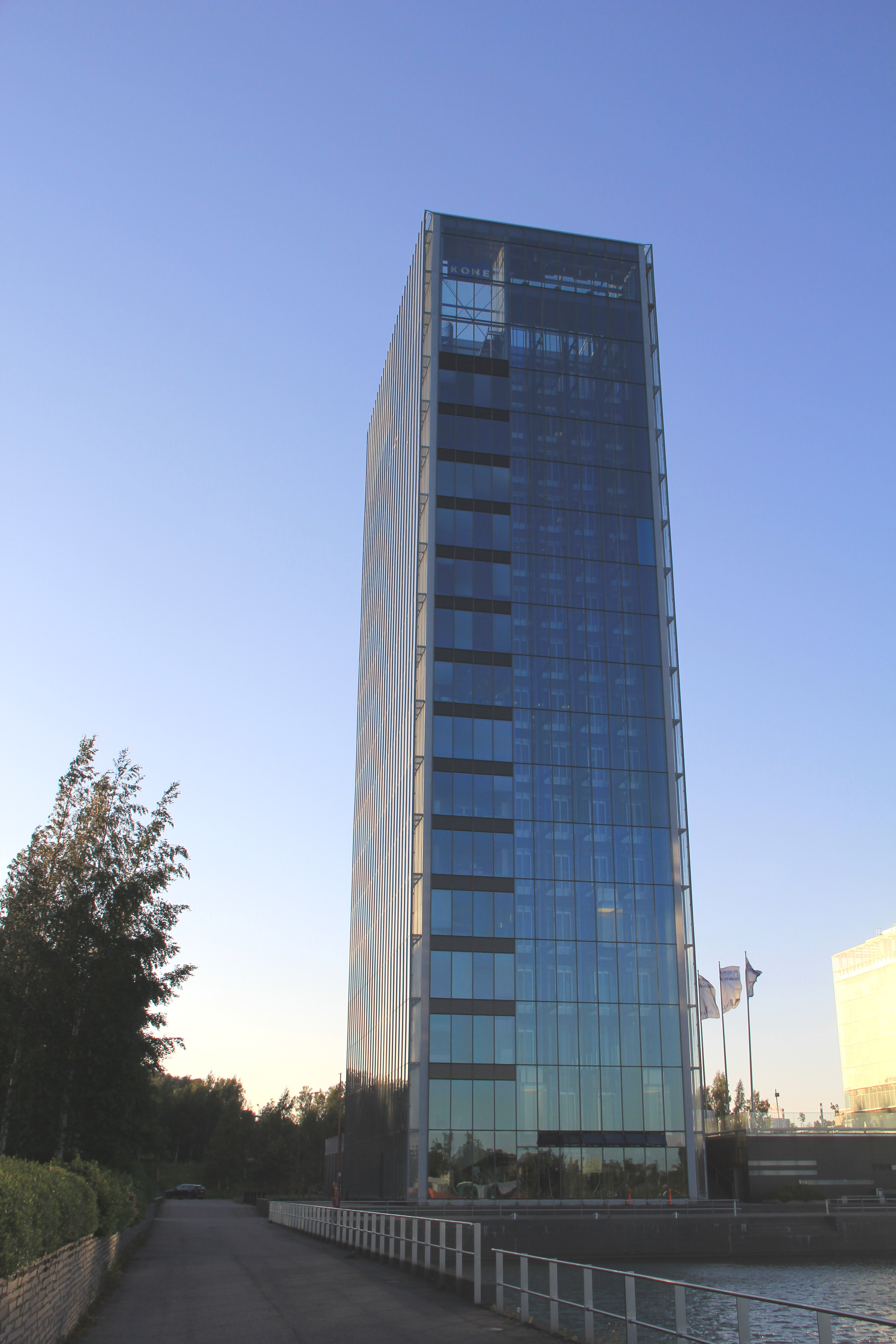
Siège de Kone.
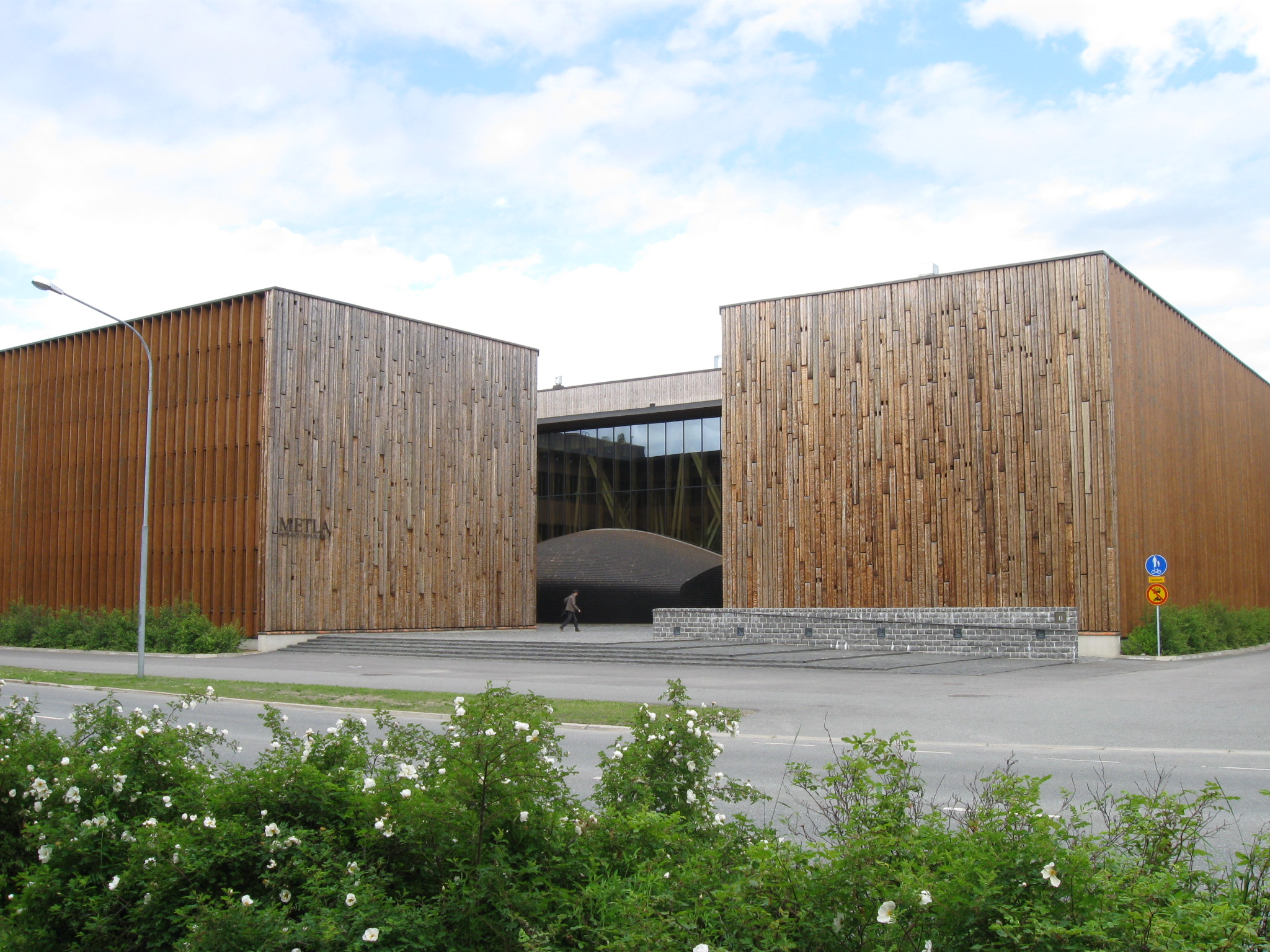
Metla-talo